# リオ・ティプトン
リオ・ティプトン（英語: Lio Tipton、1988年11月9日 - ）は、アメリカ合衆国の俳優、ファッションモデル、元フィギュアスケート選手。かつてアナリー・ティプトン (英語: Analeigh Tipton) という名前も使用していたことがある。

## 略歴
アメリカ合衆国ミネソタ州ミネアポリスの生まれ。2歳半からスケートを始める。7歳でフィギュアスケート個別競技に参加。シングルで全米シンクロナイズドスケーティング選手権に数回出場する。その後、ペア競技に移ってパートナーのフィリップ・クックとともに2度にわたり地区優勝を果たし、全米ジュニアフィギュアスケート選手権に2度出場する。しかし、身長が177センチメートルにも達したため、16歳でフィギュアスケート選手を引退した。その後もアイスショーのチャリティには出演し続けている。
引退後、モデル活動を始める。ロサンゼルスにあるモデル事務所と契約し、毎年春と秋に開催されるファッションイベントであるロサンゼルス・ファッション・ウィークでデザイナーケリー・ニシモトの秋コレクションのランウェイを務める。2008年、タイラ・バンクス司会・製作のリアリティ番組『America's Next Top Model』サイクル11に出演し、人気を得る。大手モデル事務所フォード・モデルズと契約。『Marie Claire』、『Seventeen』、『ヴォーグ』などのファッション雑誌に登場する。また、FOREVER 21やゲスなどの広告塔になる。2010年に行われたロサンゼルス・ファッション・ウィークではスキングラフト、メルセデス・ベンツ、ゲス、ニック・ベルレオス、デイビット・アレクサンダーなど複数の企業やデザイナーの広告塔、ランウェイを務める。
2008年にテレビドラマ『ビッグバン★セオリー/ギークなボクらの恋愛法則』にゲストとして初テレビドラマ出演。その後、2011年に『グリーン・ホーネット』で映画初出演を飾り、同年公開の映画『ラブ・アゲイン』、2013年の映画『ウォーム・ボディーズ』や2014年の映画『LUCY/ルーシー』にも出演を果たす。ウィット・スティルマン監督の映画『ダムゼル・イン・ディストレス バイオレットの青春セラピー』でグレタ・ガーウィグ、アダム・ブロディらと重要な役で共演。2014年に放映されたABCのロマンステレビドラマ『私と彼とマンハッタン』に主要な役柄でレギュラー出演したほか、同年公開のロマンス映画『きみといた2日間』にマイルズ・テラーの相手役のヒロインとして出演する。
2021年6月、クィアでノンバイナリーだとカミングアウトした。

## フィルモグラフィー

### 映画
| 年   | 邦題/原題                                                                   | 役名                         | 備考 |
| ---- | --------------------------------------------------------------------------- | ---------------------------- | ---- |
| 2011 | グリーン・ホーネット The Green Hornet                                       | アナ                         |      |
| 2011 | ラブ・アゲイン Crazy, Stupid, Love.                                         | ジェシカ・ライリー           |      |
| 2011 | ダムゼル・イン・ディストレス バイオレットの青春セラピー Damsels in Distress | リリー                       |      |
| 2013 | ウォーム・ボディーズ Warm Bodies                                            | ノラ                         |      |
| 2014 | LUCY/ルーシー Lucy                                                          | キャロライン                 |      |
| 2014 | きみといた2日間 Two Night Stand                                             | ミーガン・パガーノ           |      |
| 2015 | ワイルド・ギャンブル Mississippi Grind                                      | ヴァネッサ                   |      |
| 2016 | 疑わしき戦い In Dubious Battle                                              | ヴェラ                       |      |
| 2016 | ヴァイラル Viral                                                            | ステイシー・ドレイクフォード |      |
| 2017 | 彼女のいた日々 Golden Exit                                                  | ジェス                       |      |

### テレビドラマ
| 年   | 邦題/原題                                                        | 役名                 | 備考 |
| ---- | ---------------------------------------------------------------- | -------------------- | ---- |
| 2008 | ビッグバン★セオリー/ギークなボクらの恋愛法則 The Big Bang Theory | アナリー             |      |
| 2014 | 私と彼とマンハッタン Manhattan Love Story                        | デイナ・ホプキンス   |      |
| 2015 | ビッグバン★セオリー/ギークなボクらの恋愛法則 The Big Bang Theory | ヴァネッサ・ベネット |      |